# Мюриц (езеро)
Мюриц (на немски: Müritz) (от славянски: морце – „малко море“) е пресноводно езеро в Североизточна Германия, провинция Мекленбург-Предна Померания, най-голямото в системата на Мекленбургските езера и най-голямото изцяло на територията на Германия. Площ 117 km², Максимална дълбочина 31 m, средна – 6 m. Дължина от север на юг 17,8 km, ширина 9,9 km, обем 737 km³, водосборен басейн 663 km². Котловината на езерото е с ледников произход. Западния му бряг е по-висок, а източния е нисък и заблатен. През него протича река Елде, която се влива в южния му ъгъл и изтича от северния, след което преминава последователно през езерата Колпинзее, Флесензее и Плауерзее, тече на югозапад и се влива отдясно в Елба. На югоизток чрез система от кканали и малки езера изкуствено е свързано с басейна на река Хафел (десен приток на Елба). На северния му бряг е разположен град Варен.
Част от източния бряг на Мюриц, близките гори и мочурища са защитена територия в Националния парк Мюриц, създаден през 1990 г. Територията на парка заема площ от 318 km², 65% от нея е покрита от гори, 12% е заета от езера, 8% са блата и 6 % – ливади и пасища. Ландшафтът на парка се е формирал преди 15 000 години.
На езерото е кръстена и областта Мюриц.